# CR-V3

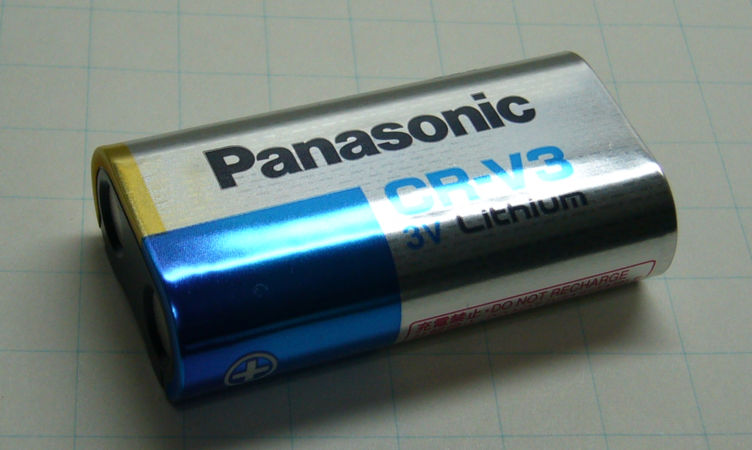
Батарея CR-V3.

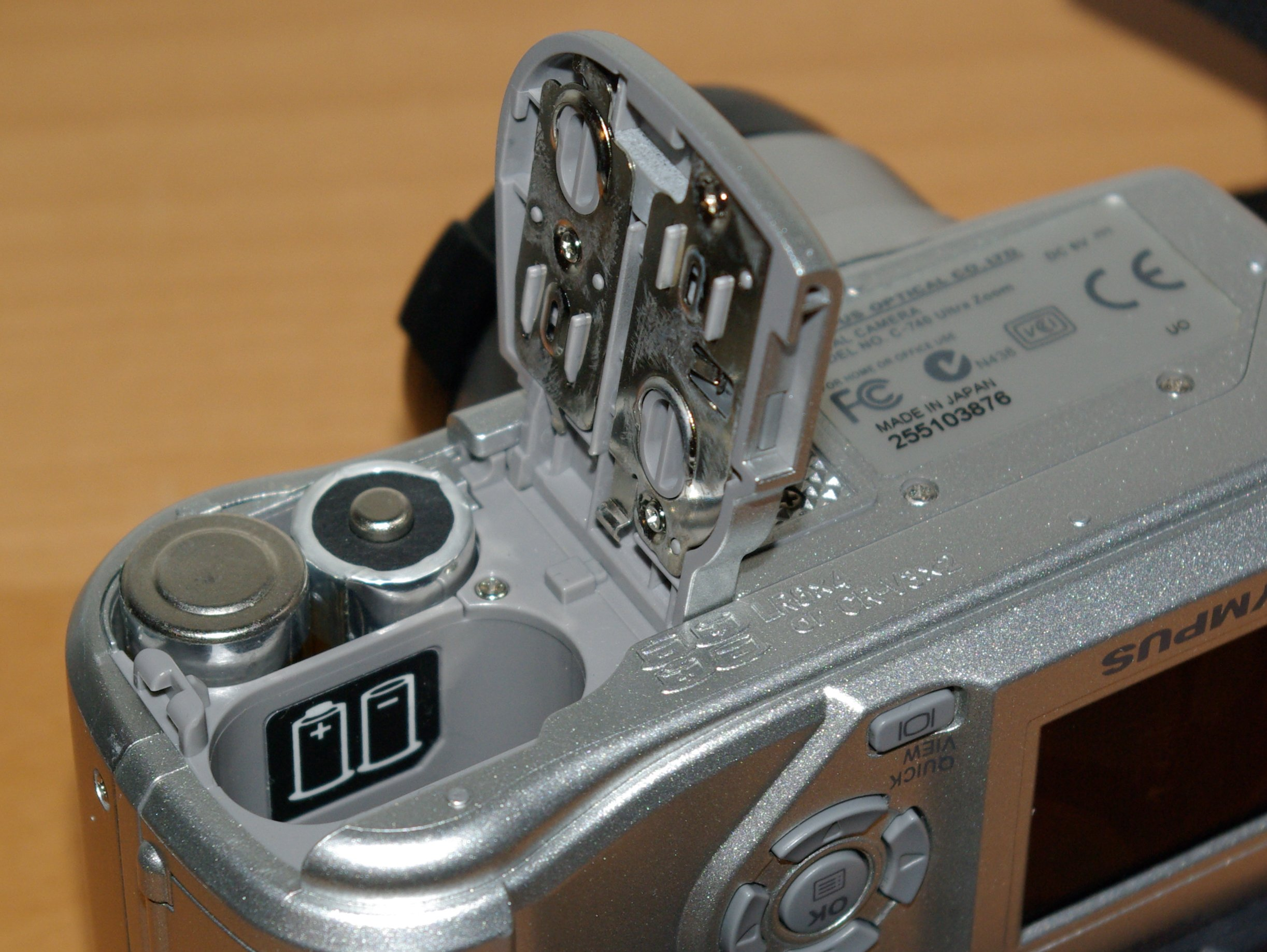
Фотоапарат Olympus, в кожен з двох відсіків якого можна встановити дві батареї AA, або одну батарею CR-V3.

CR-V3 — формат літієвих батарей живлення для малої побутової техніки (наприклад, фотоапарати). 
Існують літій-іонні акумуляторні батареї, наприклад, Kodak CLIC 8000, схожої форми (плюсовий контакт розташований біля центру торця) на напругу 3,7 В.

## Технічні характеристики
Напруга — 3 В;
Ємність — 3300 mAh .

## Переваги
- Видатна морозостійкість.
- Полога крива розряду.
- Можливість тривалого зберігання без використання.
- Велика ємність на одиницю ваги у порівнянні з традиційними акумуляторами.
- У багатьох пристроях (виходячи з форми батарейного відсіку) є можливість заміни двох елементів або акумуляторів типу AA на CR-V3. Якщо додати туди пристрої, здатні витримати мінімальне кустарне доопрацювання (зпилювання припливів, які поділяють відсіки АА і т. п.) без пошкодження, то цей список значно розширюється до більшості пристроїв (крім тих в яких елементи АА розташовані в лінійку), що використовують парне число елементів АА.